# 007号/世界を行く
『007号/世界を行く』（007ごう/せかいをゆく、英語:  Thrilling Cities ）は、スパイ小説ジェームズ・ボンド・シリーズの著者で、サンデー・タイムズのジャーナリストであったイアン・フレミングによる紀行である。イギリスで1963年11月にジョナサン・ケープから刊行された。

『007号/世界を行く』は、もともとはフレミングがサンデー・タイムズのために執筆したシリーズ記事であり、彼が敢行した二回の旅行に基づいている。一回目は1959年の世界一周旅行であり、二回目は1960年のヨーロッパ自動車旅行である。一回目の旅行は、サンデー・タイムズの特集記事担当のレナード・ラッセルの指示によるものであったが、同紙の会長のロイ・トムソンがシリーズを気に入り、フレミングに二回目の旅行を企画するように提案した。単行本は連載時に削除された箇所を含むほか、様々な都市の写真を収録している。

## 概要
『007号/世界を行く』は、イアン・フレミングが1959年と1960年の二回の旅行で訪れた13の都市について概観したものである。対象となった都市は、香港、マカオ、東京、ホノルル、ロサンゼルスとラスベガス（この二つの都市が一つの章で考察されている）、シカゴ、ニューヨーク、ハンブルク、ベルリン、ウィーン、ジュネーヴ、ナポリそしてモンテカルロである。フレミングの記述は非常に個人的なものであり、彼が訪れて経験したこと、そして受けた印象について述べている。各章はフレミングが「付随情報」（”Incidental Intelligence”）と名付けたもので閉じられており、ホテル、レストラン、食事、そしてクラブなどのナイトライフについて案内している。

## 背景
1959年、サンデー・タイムズの特集記事担当のレナード・ラッセルは、同紙の特集記事のシリーズのため、会社の経費負担で５週間の世界一周旅行をすることをイアン・フレミングに提案した。フレミングは、自分は「博物館や美術館の入口にローラー・スケートを備えてくれと、しばしば考えるような」最低の観光客だと言って断ったが、ラッセルは、旅行中にジェームズ・ボンドの小説の材料を見つけることもできると指摘してフレミングを説得した。フレミングは経費として500ポンド（当時）の旅行小切手を用意し、英国海外航空で最初の目的地である香港に飛んだ。彼は友人でサンデー・タイムズのオーストラリア人特派員であるリチャード・ヒューズに街を案内された。フレミングは香港に３日間滞在した後、ヒューズとともに東京に向かい、朝日新聞社のジャーナリストでヒューズの友人でもある斎藤寅郎（タイガー斎藤）に迎えられた。東京での滞在期間は３日間であったため、フレミングは旅行の日程から「政治家との会見、博物館、寺院、皇居に能はいうまでもなく、お茶さえも予定から外す」と決めていた。その代わりに、彼は東京に滞在中であった友人のサマセット・モームとともに講道館を見学したほか、日本の易者を訪問している。

フレミングは11月13日金曜日に東京を出発してハワイに向かったが、太平洋上2,000マイルの地点で、搭乗していたダグラス DC-6のエンジンのうち一基が出火して墜落寸前となり、ウェーク島に緊急着陸した。ホノルルの後、フレミングはロサンゼルスに移動し、そこで以前に訪れたいくつかの場所を再訪した。そのうちのロサンゼルス市警察本部では、『ダイヤモンドは永遠に』の取材で出会ったジェームズ・ハミルトン警部と再会している。ニューヨークに到着する頃には、フレミングは旅行にうんざりしており、フレミングの伝記を執筆したアンドリュー・ライセットは、「彼の不快な気分が、その街に、そして彼がかつて愛した国に転嫁されてしまった」と記している。この一回目の旅行に基づく特集記事のシリーズは、1960年1月24日のサンデー・タイムズでフレミングの序文から開始され、翌週には引き続いて香港の記事が掲載された。このシリーズは、1960年2月28日にシカゴとニューヨークの記事をもって終了した。

サンデー・タイムズの会長のロイ・トムソンはフレミングの記事を気に入り、次の旅行先としてリオデジャネイロ、ブエノスアイレス、ハバナ、ニューオーリンズそしてモントリオールを含むいくつかの都市を提案した。一方、サンデー・タイムズの編集者のハリー・ホドソンたちは、それほど熱心ではなかった。ホドソンは、「真剣な読者は、フレミングの記事が真に重要な要素を欠いていることに舌打ちしている」と考えていた。

フレミングは二回目の旅行先をヨーロッパのなかで訪れてみたい場所に絞り、ほとんどの行程を自動車で回ることにした。彼は愛車のフォード・サンダーバードコンバーチブルに乗り、イギリス海峡を横断し、オーステンデ、アントウェルペン、ブレーメンを経由して最初の目的地であるハンブルクに到着した。彼は短時間しか滞在しなかったが、ハンブルクの性産業について、「イギリスにおいて、我々が大変に不名誉なまでにこうした問題の管理を誤ってしまった、お堅い偽善の方法と比べると何という違いだろう」と評している。フレミングはベルリンへ移動し、サンデー・タイムズの特派員のアントニー・テリーと妻のレイチェルに街を案内された。テリーはフレミングを東ベルリンへ案内し、金工作の詳細について語った。これはイギリスとアメリカが共同して、ソ連軍司令部の陸上通信線通信を盗聴するためにソ連占領地域へトンネルを掘った作戦である。フレミングは、ハンブルクと比べてベルリンは「不吉だ」と思った。

フレミングはウィーンへ移動したが退屈な街だと感じ、ジュネーヴについては「清潔で、きちんとしていて、信心深い」と述べた。彼はジャーナリストで旧友でもあるイングリッド・エトラーに会った。彼女はジュネーヴ在住で、フレミングに記事の題材の多くを提供した。それからフレミングはレザヴァンへ移動し、モントルーに近い親友のノエル・カワードの邸宅でチャールズ・チャップリンを紹介された。フレミングはチャップリンに会う機会を設けてくれるようにカワードに依頼していた。当時チャップリンは回顧録を執筆中であったため、レナード・ラッセルはフレミングにその権利を取るよう依頼していたのである。フレミングはアプローチに成功し、回顧録は後にサンデー・タイムズで連載された。

レザヴァンではフレミングの妻のアンが合流し、二人はナポリへと向かった。ナポリでフレミングはラッキー・ルチアーノに取材し、「こざっぱりとして、もの静かで、疲れてはいるがハンサムな灰色の髪の男」と記している。ナポリの後、フレミング夫妻は最後の目的地であるモンテカルロへ移動した。カジノで時間を費やしたにもかかわらず、フレミングはモンテカルロをどこかみすぼらしい街だと思った。この二回目の旅行に基づく特集記事のシリーズは、1960年7月31日にハンブルクへの旅から始まり、モンテカルロ訪問をもって終了した。シリーズは全体的に好評で、成功したものと考えられている。

## 出版
『007号/世界を行く』は、1963年11月、イギリスでジョナサン・ケープから刊行された。表紙は画家のポール・デイヴィスによるもので、「モンテカルロのシュールなバージョン」を表現している。アメリカでは、1964年6月にニュー・アメリカン・ライブラリーから刊行された。ニューヨークについてのフレミングの記述が批判的なものであったため、アメリカでの出版の際、出版社は表現を和らげるよう求めた。フレミングはこれを拒否し、その代償としてアメリカ版に収録するための短編小説『007号ニューヨークを行く』（007 in New York）を執筆した。

## 日本語訳
- 永井淳訳『「魅惑の街」より 東京の印象』『フレミングの東京ガイド』、『エラリイ クイーンズ ミステリ マガジン』（EQMM）第10巻第6号、早川書房、1965年5月臨時増刊号、11～27頁。東京の章の翻訳。
- 井上一夫訳『007号/世界を行く』、早川書房、1965年。香港、マカオ、東京、ホノルル、ロサンゼルスとラスベガス、シカゴ、ニューヨーク、ハンブルク、ベルリンの各章の翻訳。東京の章は上記の永井淳訳を収録。
- 井上一夫訳『続007号/世界を行く』、早川書房、1966年。ウィーン、ジュネーヴ、ナポリ、モンテカルロの各章の翻訳。
- 小林弘子訳『007号ニューヨークを行く』、『ハヤカワミステリマガジン』第53巻第10号、早川書房、2008年10月、18～23頁。アメリカ版に収録された短編小説の翻訳。

## 備考
フレミングがサンデー・タイムズの企画による世界一周旅行で日本を訪れたとき、かつての敵国に対して当初感じていたわだかまりは、すぐに消え去った。彼は日本旅館に宿泊し、ブリジット・バルドーに似た「キッシー」という名の女性（フレミングは彼女の名を「ベビー」に変更している）からマッサージを受け、芸者たちと俳句を詠み、たくさんの日本酒を飲んだ。ジョナサン・ケープ版には、浴衣を着て番傘をさしたフレミングの写真が収められている。

フレミングは3年後の1962年11月に再び日本を訪れ、リチャード・ヒューズと斎藤寅郎を伴って12日間の取材旅行を行った。この取材を基に執筆された『007は二度死ぬ』は、ジェームズ・ボンド・シリーズとしては12冊目の、そして彼の生前に完成された最後の小説となった。この小説の登場人物のうち、オーストラリアの外交官ディッコ・ヘンダーソンはリチャード・ヒューズが、そして日本の公安調査庁の責任者であるタイガー田中は斎藤寅郎がモデルとなっている。

なお、リチャード・ヒューズは、フレミングと同じイギリスのスパイ小説家であるジョン・ル・カレの『スクールボーイ閣下』の登場人物クロウ老人のモデルにもなった。